# 大船越瀬戸
座標: 北緯34度16分44秒 東経129度21分11秒 / 北緯34.278944度 東経129.353028度

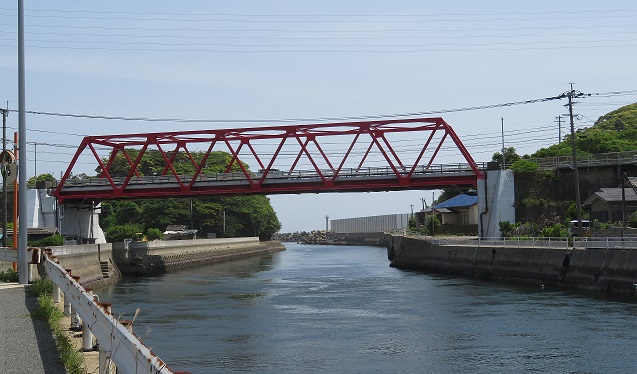
大船越瀬戸

大船越瀬戸（おおふなこしせと）は、長崎県対馬市にある運河である。対馬の西岸と東岸を結ぶ。1672年（寛文12年）開通。1900年（明治33年）に約2km北方に大船越瀬戸と同様に西岸と東岸を結ぶ万関瀬戸が開通し、大船越瀬戸は主に漁港として用いられている。島を縦貫する国道382号の大船越橋が架かる。「船越」は運河開通以前に丘越えをしていたことにちなむ地名で、対馬市美津島町には小船越の地名もある。1861年の対馬事件でロシア海軍がこの運河をボートで押し通り、番士や百姓と衝突、日本側に死者を出した事で知られる。